# Plandeka

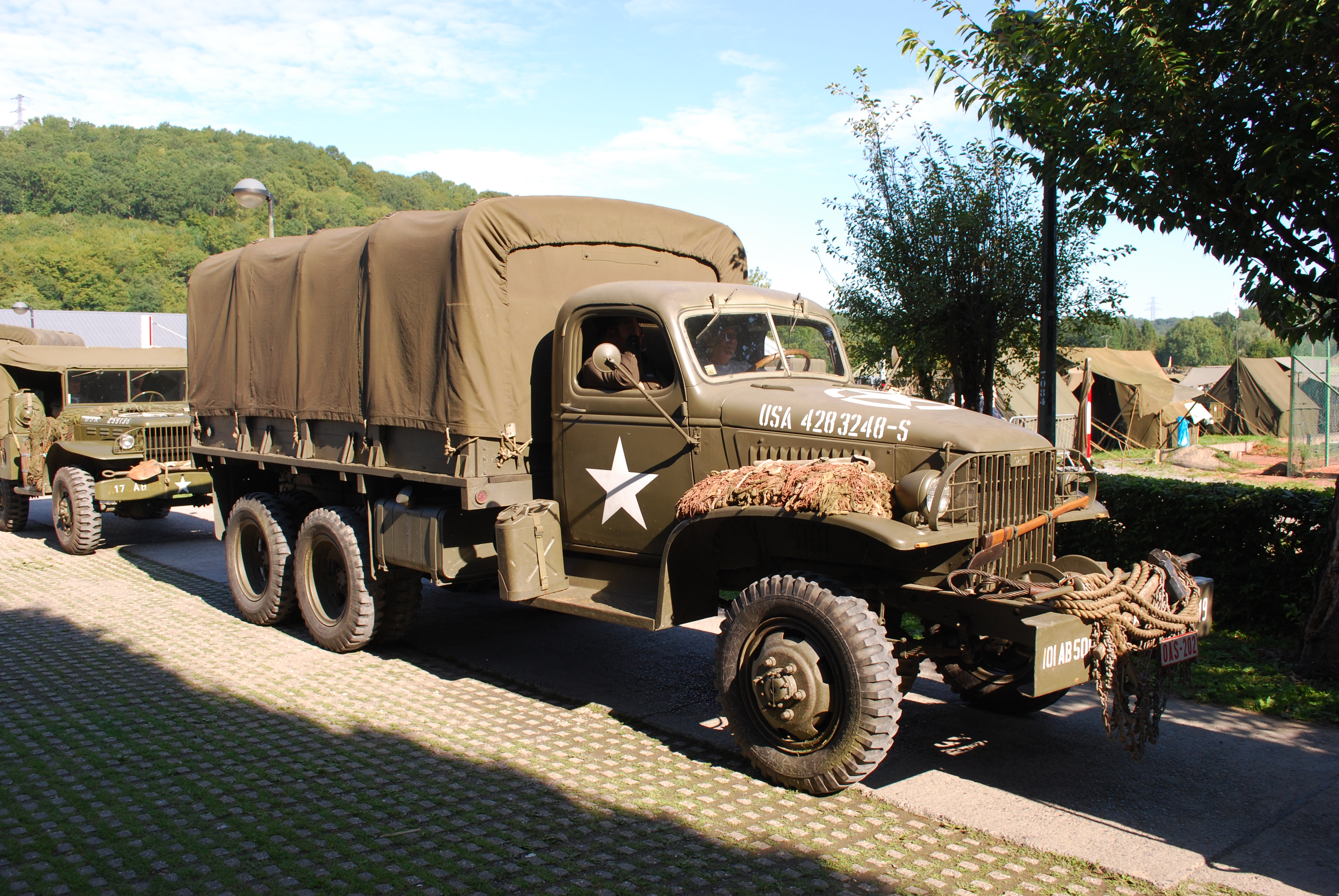
Amerykański pojazd wojskowy ze sznurowaną plandeką

Plandeka – płachta materiału o stosunkowo dużych rozmiarach chroniąca towar przed przemoknięciem. Wykonana jest z tkaniny (bawełna, len, włókna syntetyczne) gumowanej lub nasączonej substancją hydrofobową (np. tłuszczem). Przykładem takiej tkaniny jest brezent.
Plandeka szczególną rolę odgrywa w transporcie, m.in. samochodowym. W samochodach ciężarowych często wsparta jest ona na rusztowaniu, tworząc górną część skrzyni ładunkowej.